# Gustav von Steinhardt

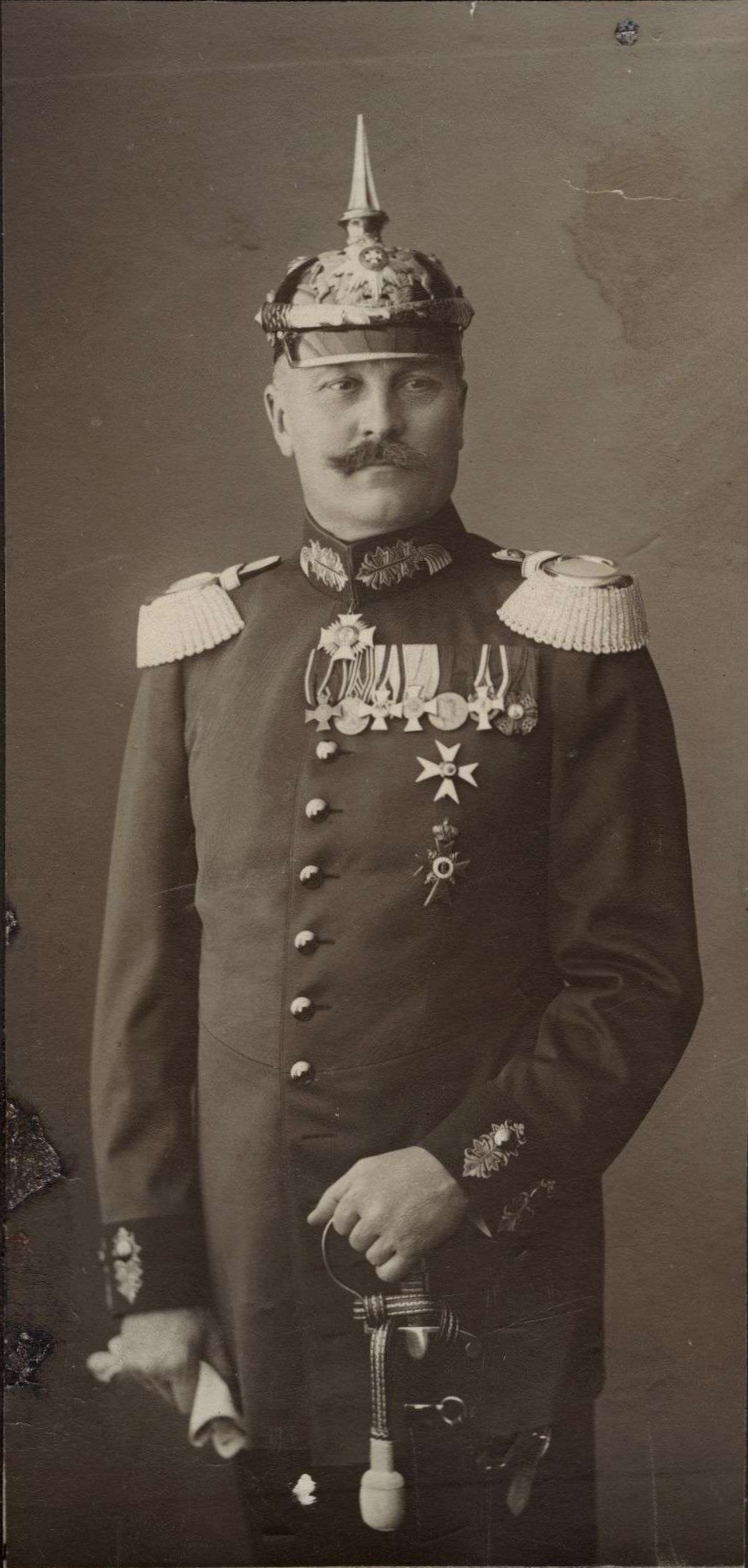
Gustav Albrecht von Steinhardt (vor 1915)

Gustav Albrecht Steinhardt, ab 1908 von Steinhardt, (* 13. Mai 1859 in Ulm; † 30. November 1915 in Tübingen) war ein württembergischer Generalleutnant, ab 1912 Kommandant des Gouvernement Stuttgart und zuletzt mit Beginn des Ersten Weltkriegs Kommandeur der 51. (Württembergischen) Ersatz-Infanterie-Brigade.

## Leben

### Herkunft
Gustav Albrecht Steinhardt wurde am 13. Mai 1859 in Ulm als Sohn des Postamtssekretär Carl Albrecht Ludwig Steinhardt (* 1825), Bürger in Stuttgart und seiner Ehefrau Felitzitas Albertina, geb. Rall (* 1834) geboren. Er besuchte die Elementarschule in Laupheim und später das Gymnasium und Realgymnasium in Stuttgart.

### Militärischer Werdegang
Steinhardt trat am 1. Oktober 1876 als Freiwilliger in das (7. Württembergische) Infanterie-Regiment Nr. 125 als Fahnenjunker ein. Ab Oktober 1883 war Steinhardt für zwei Jahre als Adjutant beim Bezirkskommando in Horb am Neckar kommandiert und diente von Oktober 1885 bis November 1888 als Bataillonsadjutant. In dieser Eigenschaft stieg er zum Premierleutnant auf und war anschließend bis Ende März 1893 Regimentsadjutant. Danach wurde Steinhardt unter Stellung à la suite zur 53. Infanterie-Brigade (3. Königlich Württembergische) kommandiert. Zwischenzeitlich zum Hauptmann befördert wurde er im Januar 1897 unter Belassung in der Stellung als Brigade-Adjutant in das Grenadier-Regiment Königin Olga Nr. 119 versetzt. Ab März 1896 war er Adjutant des Kriegsministers Max Schott von Schottenstein und Chef des Zentralbureaus des Kriegsministeriums. Nach seiner Zeit im Kriegsministerium wurde Steinhardt, zwischenzeitlich zum Major befördert, im September 1901 Bataillonskommandeur im Infanterie-Regiment „Kaiser Friedrich, König von Preußen“ (7. Württembergisches) Nr. 125. Im März 1906 schloss sich nach Beförderung zum Oberstleutnant eine Verwendung im Stab des Grenadier-Regiment Königin Olga Nr. 119 an. Ende Februar 1907 wurde er dem Kriegsministerium aggregiert und bereits im April 1907 dort Abteilungschef für Waffen und Feldgerät.
Beförderungsvita
- 1. Oktober 1876 Fahnenjunker
- 5. Juli 1877 Portepeefähnrich
- 9. Februar 1878 Leutnant
- 17. November 1888 Oberleutnant
- 19. Mai 1893 Hauptmann
- 22. Mai 1899 Major
- 27. Januar 1906 Oberstleutnant
- 27. Januar 1909 Oberst
- 22. April 1912 Generalmajor
- 22. März 1915 Generalleutnant

Nach der Beförderung zum Generalmajor im April 1912 erfolgte im gleichen Jahr die Ernennung zum Kommandanten des Gouvernements Stuttgart. In dieser Funktion übernahm er im Oktober 1913 dann auch als Inspekteur die Landwehrinspektion Stuttgart.
Mit Beginn des Ersten Weltkriegs erhielt von Steinhardt das Kommando über die 51. württ. Ersatz-Infanterie-Brigade und zog mit dieser am Abend des 16. August 1914 ins Feld. Mit der Brigade nahm er sodann im August und September an den Schlachten in Lothringen und vor Nancy-Epinal teil. Ende September rückte die Brigade südlich Metz über die Mosel in Stellung bei Regniéville und am Priesterwald, wo sie bis Oktober 1916 in Stellung blieb. Am 1. November 1914 wurde von Steinhardt höchst selbst vom württembergischen König Wilhelm II. mit dem Ritterkreuz zum Württembergischen Militärverdienstorden ausgezeichnet.
Kurz darauf erkrankte von Steinhardt schwer an einem Herzleiden und musste das Kommando über die 51. württ. Ersatz-Infanterie-Brigade am 13. November 1914 an Generalleutnant von Berger abgeben.
Er erholte sich von seiner Krankheit nicht mehr und verstarb letztlich am 30. November 1915 im Reservelazarett III in Tübingen infolge einer Herzlähmung.
Seine letzte Ruhestätte fand er auf dem Stuttgarter Pragfriedhof.

### Privatleben
Gustav von Steinhardt war seit dem 28. April 1890 mit Henrietta Paulina Emma Sofie Kleinertz (* 1864) verheiratet. Aus der Ehe gingen zwei Kinder, Tochter Sofie Elise (* 1891) und Sohn Hans Ludwig (* 1892) hervor. Sein Sohn schlug ebenfalls die Offizierslaufbahn ein und war zuletzt Oberstleutnant in der Wehrmacht.
Mit der Verleihung des Ehrenkreuz des Ordens der Württembergischen Krone im Februar 1908 war die Erhebung in den persönlichen, nicht vererbbaren Adel verbunden. Ab diesem Zeitpunkt durfte er das Prädikat „von“ in seinem Namen tragen.

## Orden und Auszeichnungen
Gustav von Steinhardt erhielt u. a. folgende Orden und Auszeichnungen (Verleihungsdatum jeweils in Klammern):
- Sächsischer Albrechts-Orden, Ritterkreuz I. Klasse (20. September 1896)
- Bayerischer Militärverdienstorden, Ritterkreuz II. Klasse (23. September 1897)
- Preußischer Roter Adlerorden, 4. Klasse (19. Juni 1899)
- Badischer Orden vom Zähringer Löwen, Ritterkreuz I. Klasse (3. Oktober 1899)
- Württembergisches Dienstehrenzeichen I. Klasse (6. Dezember 1901)
- Preußischer Königlicher Kronen-Orden 3. Klasse (Dezember 1904)
- Ehrenkreuz des Ordens der Württembergischen Krone (Februar 1908)
- Bayerischer Militärverdienstorden, Offizierskreuz (7. September 1909)
- Preußischer Roter Adlerorden, 3. Klasse (7. September 1909)
- Bayerischer Militärverdienstorden, II. Klasse (6. Mai 1913)
- Ritterkreuz zum Württembergischen Militärverdienstorden (1. November 1914)

## Archivische Überlieferungen
Der Militärische Nachlass von Gustav von Steinhardt befindet sich im Hauptstaatsarchiv Stuttgart unter Bestand M 660/221. Seine militärische Personalakte ist unter Bestand M 430/2 Bü 2099 archiviert.